# Altenmarkt bei Sankt Gallen
Altenmarkt bei Sankt Gallen ist eine Marktgemeinde mit 804 Einwohnern (Stand 1. Jänner 2024) im Norden der Steiermark und liegt direkt am Dreiländereck zu Oberösterreich und Niederösterreich, etwa 46 km nordöstlich der Bezirkshauptstadt Liezen im Gerichtsbezirk Liezen.

## Geografie

### Geografische Lage
Altenmarkt liegt auf einem Hochplateau über der Enns inmitten der Gebirgslandschaft der Eisenwurzen bzw. des Gesäuses an der Grenze zu Oberösterreich und Niederösterreich. Die Gemeinde hat eine Fläche von 43,38 km². Durch die Marktgemeinde führen die Eisenstraße B 115 als alte Verbindung zwischen Eisenerz und Steyr und die Kronprinz-Rudolfs-Bahn.

### Gemeindegliederung
Das Gemeindegebiet umfasst zwei Ortschaften (Einwohner Stand 1. Jänner 2024):
- Altenmarkt bei Sankt Gallen (753) samt Ennsfeld und Uferleiten
- Eßling (51) samt Frenzgraben, Hainbachstein, Hintere Eßling und Vordere Eßling

Die Gemeinde besteht aus den zwei Katastralgemeinden Altenmarkt und Essling.

### Nachbargemeinden
|              | Weyer (Bez. Steyr-Land, OÖ)                 | Hollenstein an der Ybbs (Bez. Amstetten, NÖ) |
| Sankt Gallen | Kompassrose, die auf Nachbargemeinden zeigt |                                              |
|              | Landl                                       |                                              |

## Geschichte

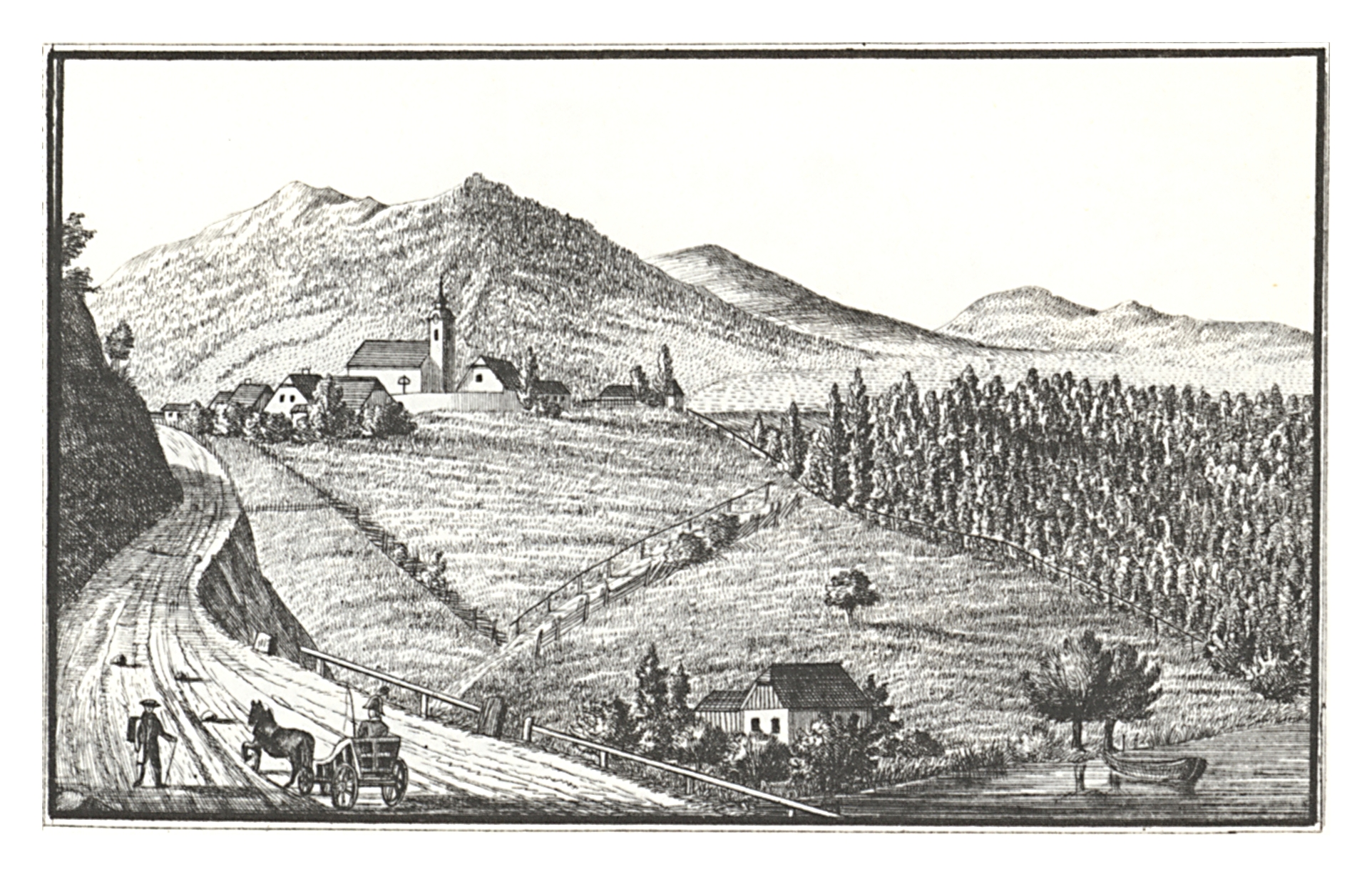
Altenmarkt um 1830, Lith. Anstalt J.F. Kaiser, Graz

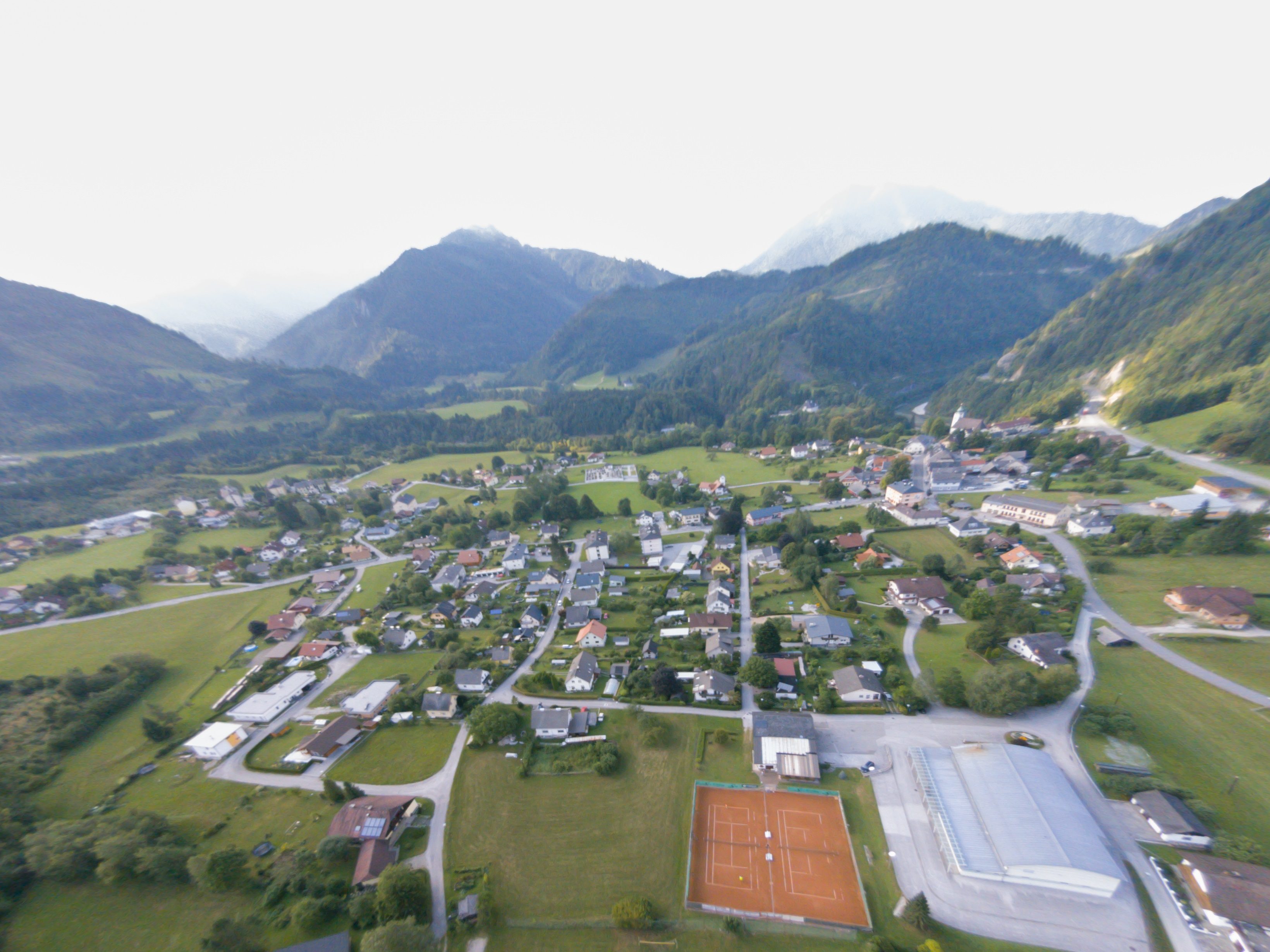
Luftbildaufnahme von Altenmarkt bei Sankt Gallen

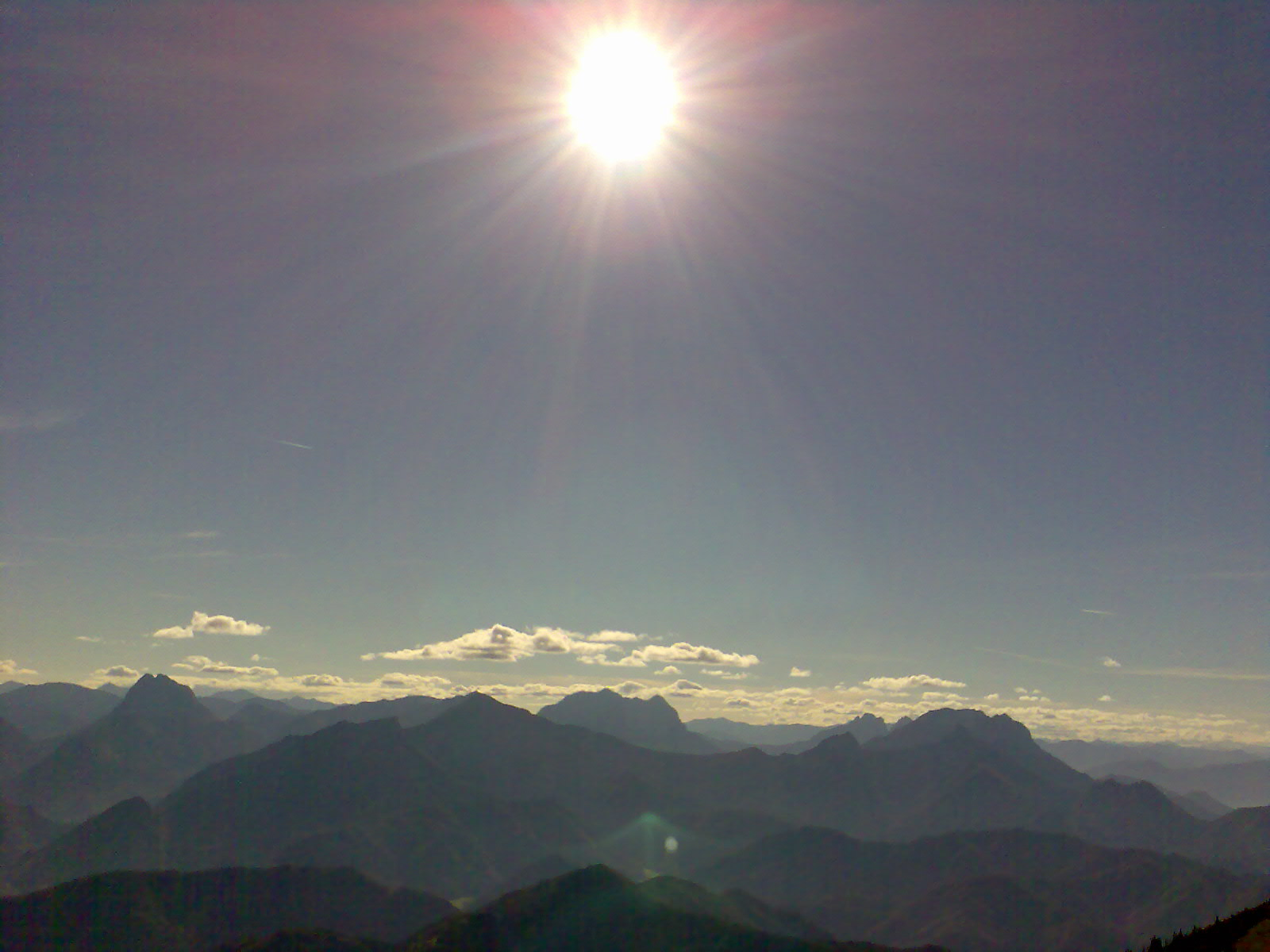
Bergregion rund um Altenmarkt, an einem Herbsttag von der Voralpe-Dreiländereck aus fotografiert

Erste urkundliche Nennungen von Altenmarkt finden sich 1106 mit der Erwähnung des Ortsteils Frenz („Frodniz“) und 1139 mit der Nennung des Ortsteils Eßling („Ozlich“). Altenmarkt als „Antiquum forum“ ist erstmals 1335 urkundlich nachweisbar. Bereits um die Mitte des 12. Jahrhunderts dürfte eine erste Kirche erbaut worden sein, die eine Filiale der 1152 geweihten Mutterpfarre St. Gallen war.
Ab dem 16. Jahrhundert blühte die Eisenerzeugung und Weiterverarbeitung in Altenmarkt. In den Jahren 1575 und 1793 wurde Altenmarkt durch Brände zerstört. Im Jahr 1786 erfolgte im Zuge der josephinischen Kirchenreform die Erhebung Altenmarkts zur selbständigen Pfarre. In der Zeit von 1800 bis 1809 fielen wiederholt französische Truppen in Altenmarkt ein und plünderten den Ort.
Im 19. und 20. Jahrhundert erlebte Altenmarkt einen Aufschwung als Fremdenverkehrsgemeinde für Wanderer und Bergsteiger.
Die Zeit nach dem Zweiten Weltkrieg und der Besatzung durch russische und britische Truppen brachte eine Blüte des Ortes mit infrastrukturellen Maßnahmen, dem Bau eines Ennskraftwerkes und dem Entstehen von Industriebetrieben.

### Religionen
- römisch-katholisch 94,3 %
- evangelisch 1,3 %
- islamisch 1,6 %
- ohne rel. Bekenntnis 2,0 %
- andere 0,8 %

## Kultur und Sehenswürdigkeiten

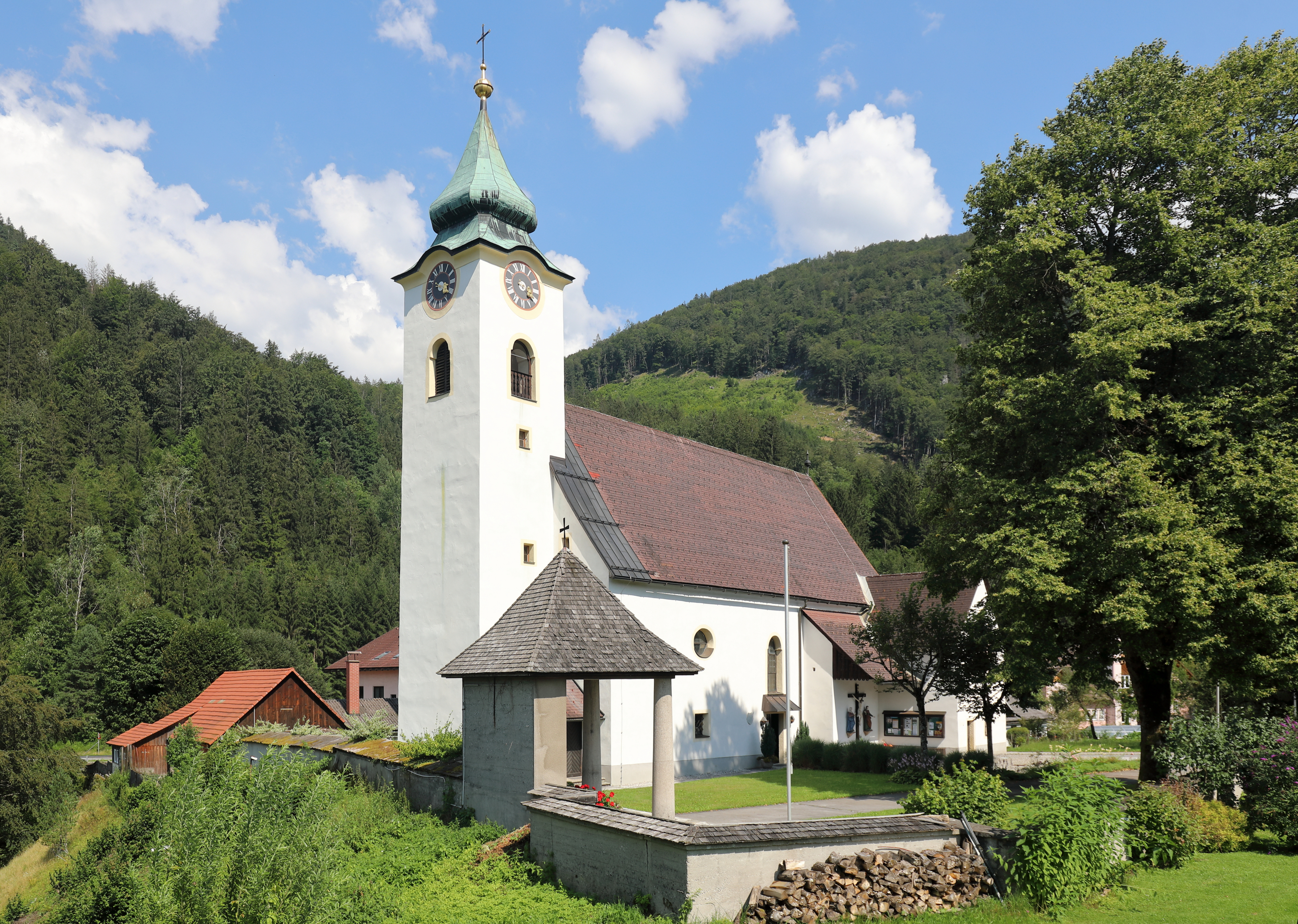
Pfarrkirche Altenmarkt an der Enns

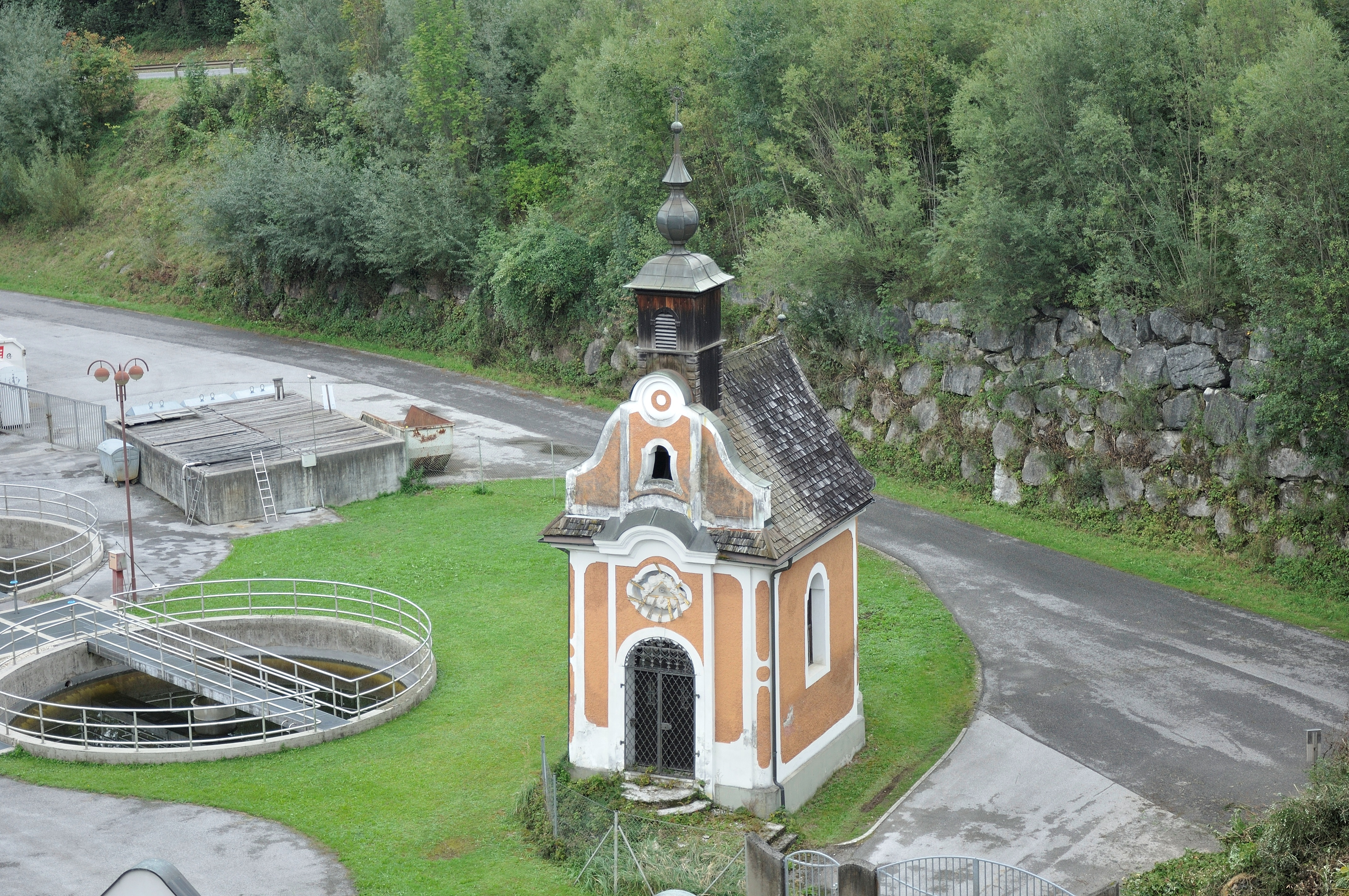
Flößerkapelle

- Katholische Pfarrkirche Altenmarkt an der Enns (erbaut 1160, spätbarock umgestaltet 1793)
- Eisenstraßenhalle
- Flößerkapelle (1763–1764)
- Lourdeskapelle (1892)
- mehrere Bürger- und Hammerherrenhäuser

### Brauchtum
- Altenmarkter Wiesbergkrampusse

### Musik
- Erzherzog-Johann-Musikkapelle Altenmarkt
- Gesangsverein Altenmarkt

### Theater
- Theaterrunde Altenmarkt

## Wirtschaft und Infrastruktur
Die Gemeinde bildet gemeinsam mit Admont, Ardning, Landl und St. Gallen den Tourismusverband „Alpenregion Nationalpark Gesäuse“. Dessen Sitz ist in Admont.
Heute ist Altenmarkt mit seinem Freibad ein Ausflugsziel für Badegäste. Da Altenmarkt durch seine geografische Lage einen Verkehrsknotenpunkt für Radfahrer darstellt, hat es sich in den letzten Jahrzehnten als Ferien- und Nächtigungsort für diese etabliert. Es liegt direkt am Ennsradweg.

### Verkehr
- Straße: Altenmarkt liegt an der Eisenstraße B 115, die von Niklasdorf bei Leoben über Eisenerz bis nach Enns in Oberösterreich führt. Direkt an die B 115 ist die B 117 angeschlossen, die über St. Gallen nach Admont führt.
- Bahn: Als Bahnverbindung existiert die Kronprinz-Rudolfs-Bahn, die von Sankt Valentin nach Tarvis führt (Bahnstation Weißenbach-St. Gallen).

### Ansässige Unternehmen
- Georg Fischer AG Automotive

### Sportstätten
- Sporthalle
- Eisstocksportanlage
- Eislaufplatz
- Tennisplatz
- Fußballplatz
- Skaterplatz
- Freibad

### Hilfsorganisationen
- Rotes Kreuz Altenmarkt
- Freiwillige Feuerwehr Altenmarkt

## Politik
Der Gemeinderat hat 9 Mitglieder.
- Nach den Gemeinderatswahlen in der Steiermark 2000 hatte der Gemeinderat folgende Verteilung: 10 SPÖ, 4 ÖVP und 1 FPÖ. (damals noch 15 Mitglieder)
- Nach den Gemeinderatswahlen 2005 hatte der Gemeinderat folgende Verteilung: 6 SPÖ und 3 ÖVP.[3]
- Nach den Gemeinderatswahlen 2010 hatte der Gemeinderat folgende Verteilung: 6 SPÖ und 3 ÖVP.[4]
- Nach den Gemeinderatswahlen 2015 hatte der Gemeinderat folgende Verteilung: 6 SPÖ und 3 ÖVP.[5]
- Nach den Gemeinderatswahlen 2020 hat der Gemeinderat folgende Verteilung: 6 SPÖ und 3 ÖVP.[6]

### Bürgermeister
- 1928–1930 Rudolf Schedifka
- 1930–1932 Karl Teply
- 1932–1935 Anton Christian
- 1935–1945 Michael Dandler
- 1945–1953 Hans Huberti
- 1953–1965 Josef Huber
- 1965–1978 Wilhelm Grabensberger
- 1978–1983 Franz Polsak (SPÖ)
- 1983–2007 Josef Dunkl (SPÖ)
- 2007–2018 Otto Gatterbauer (SPÖ)
- seit 2018 Hannes Andrä (SPÖ)

Belege siehe

### Wappen
Blasonierung:
„In Rot ein blauer Schrägbalken, gesäumt von zwei gegenläufigen silbernen Rudern mit einwärts gekehrten Blättern, das obere Ruderblatt den hinteren, das untere den vorderen Schildrand berührend, oben begleitet von einer fünfschaufeligen silbernen Turbine, unten von einem zehnspeichigen silbernen Wagenrad.“
Das Gemeindewappen wurde Altenmarkt per 1. Oktober 1981 verliehen.

## Persönlichkeiten

### Söhne und Töchter der Gemeinde
- Amandus Huenerwolf (vor 1500 – 1545), Abt des Stiftes Admont 1536–1545

### Mit der Gemeinde verbundene Persönlichkeiten
- Hannelore Buder (* 1943), Politikerin (SPÖ), von 1983 bis 1990 Vizebürgermeisterin von Altenmarkt bei Sankt Gallen